# エフィク語
エフィク語（エフィクご）あるいはエフィック語（エフィックご; 英: Efik language）は、ナイジェリアに居住するエフィク族の人々によって話されている言語である。

## 言語名別称
- カラバル（Calabar）

## 辞書
英語:
- Goldie, Hugh (1874). Dictionary of the Efïk Language. Glasgow: Dunn & Wright